# Elachista occidentalis
Elachista occidentalis is een vlinder uit de familie van de grasmineermotten (Elachistidae). De wetenschappelijke naam werd gepubliceerd in 1882 door Heinrich Frey.
De soort komt voor in Europa.